# Tour du Limousin 1996
La 29e édition du Tour du Limousin s'est déroulée du 20 au 23 août 1996, et a vu s'imposer le Français Laurent Brochard.

## Classements des étapes
| Étape     | Date    | Villes étapes                  | Vainqueur d'étape | Équipe           | Leader du classement général | Équipe  |
| 1re étape | 20 août | Limoges - Aubusson             | Laurent Brochard  | Festina          | Laurent Brochard             | Festina |
| 2e étape  | 21 août | Aubusson - Lissac-sur-Couze    | Laurent Brochard  | Festina          | Laurent Brochard             | Festina |
| 3e étape  | 22 août | Brive - Saint-Yrieix-la-Perche | Rolf Aldag        | Deutsche Telekom | Laurent Brochard             | Festina |
| 4e étape  | 23 août | Saint Yrieix - Limoges         | Arvis Piziks      | Rabobank         | Laurent Brochard             | Festina |

## Classement final
| 1.  | Laurent Brochard  | Festina           |
| 2.  | Michael Blaudzun  | Rabobank          |
| 3.  | Pascal Chanteur   | Casino            |
| 4.  | Roberto Sierra    | ONCE              |
| 5.  | Jean-Luc Masdupuy | Agrigel la Creuse |
| 6.  | Gerd Audehm       | Deutsche Telekom  |
| 7.  | Gérard Rué        | Gan               |
| 8.  | Michel Lafis      | Deutsche Telekom  |
| 9.  | Arvis Piziks      | Rabobank          |
| 10. | Oleg Kozlitine    | Lotto             |